# Neutropenia
La neutropenia o neutrofilopenia è la diminuzione del numero dei granulociti neutrofili, uno dei 5 tipi di globuli bianchi (o leucociti) che circolano nel sangue periferico, al di sotto del limite inferiore di normalità di 1800 per millimetro cubo (o microlitro). La neutropenia è una forma di leucopenia.

## Descrizione
Bisogna distinguere la neutropenia dalla granulocitopenia (calo dei granulociti compresi quindi anche eosinofili e basofili) e leucopenia (calo generale dei leucociti). Il numero dei granulociti neutrofili nell'adulto normale oscilla fra 1.400 e 7.700 circa per microlitro di sangue. Questi valori sono comunque molto variabili, anche per fattori genetici. Per esempio nei soggetti di pelle nera i valori di riferimento sono compresi tra 1.200 e 6.600 per microlitro.
La neutropenia può essere congenita o acquisita. Fra le forme acquisite, che insorgono cioè dopo la nascita, le cause più frequenti sono probabilmente i farmaci e le infezioni virali. Tra i farmaci è da ricordare la chemioterapia antitumorale che, quasi sempre, provoca una diminuzione prevedibile del numero dei granulociti neutrofili più o meno grave: se il numero è inferiore a 1000 per microlitro di sangue esiste il rischio di infezioni anche gravi. Le infezioni virali principali sono epatite, influenza, rosolia, morbillo, varicella, mononucleosi infettiva.
Fra le altre cause ricordiamo gli autoanticorpi, alcune infezioni batteriche (come tifo, paratifo, brucellosi, tubercolosi), malnutrizione, alcolismo, malattie del sangue e agenti fisici (come i raggi x).
La neutropenia febbrile è una condizione di neutropenia successiva a chemioterapia che si accompagna a febbre superiore a 38-38.5°; tipicamente insorge quando i neutrofili sono inferiori a 500 per microlitro. È una condizione grave perché può comportare uno stato infettivo severo e potenzialmente mortale (shock settico). 
Quando si effettuano chemioterapie ad alto rischio (probabilità di sviluppo della neutropenia superiore al 20%) e le caratteristiche dei pazienti sono sfavorenti per lo sviluppo di tale evento, gli oncologi e gli ematologi possono somministrare ai pazienti fattori di crescita granulocitari (filgrastim, lenograstim o pegfilgrastim) in modo da ridurre il rischio di insorgenza della neutropenia febbrile e di conseguenza di eventi infettivi associati (profilassi primaria o secondaria della neutropenia febbrile).
La terapia della neutropenia febbrile prevede, una volta comparsa, la somministrazione di fattori di crescita associati a terapia antibiotica ad ampio spettro verso batteri gram negativi. Il paziente, perciò, spesso viene ricoverato in ambiente ospedaliero. L'insorgenza di neutropenia febbrile causa ritardi nei cicli successivi o riduzione della dose della chemioterapia con conseguenze potenzialmente negative anche sul trattamento della patologia oncologica o ematologica.